# Coupe Nissena
La Coupe Nissena (Coppa Nissena en italien) est une compétition automobile qui a lieu chaque année à Caltanissetta, en Sicile. Il s'agit d'une Course de côte et est un test valable pour le Championnat italien de vitesse en montagne (CIVM). Il est organisé par le Automobile Club d'Italie.
Elle figure parmi les courses italiennes plus renommées de la catégorie, avec la Course de côte Trento - Bondone et la Coupe Bruno Carotti.
La longueur du parcours est de 4 904 mètres et la pente moyenne est de 4,19%.

## Histoire
La date de la première Coupe Nissena remonte au 24 mai 1922, à l'occasion de l'inauguration du monument aux victimes de la  Grande Guerre, en "Viale Regina Margherita" à Caltanissetta. 
La route de l'époque était longue 166,6 km, à parcourir en deux tours, avec départ de via Sant'Anna et arrive à Imera, en passant par Capodarso et  Castrogiovanni (aujourd'hui Enna). La première édition a été remportée par Luigi Lopez à bord d'une Itala.
La Coupe Nissena pour le déclenchement de la Seconde Guerre mondiale en premier lieu, mais aussi pour des raisons d'organisation, disparaît du calendrier pour 25 ans.
En 1949 revient avec une nouvelle formule: celle de Course de côte et le parcours est raccourci à seulement 12 km.
À partir de 1968, commence l'ère des prototypes.

## Palmarès

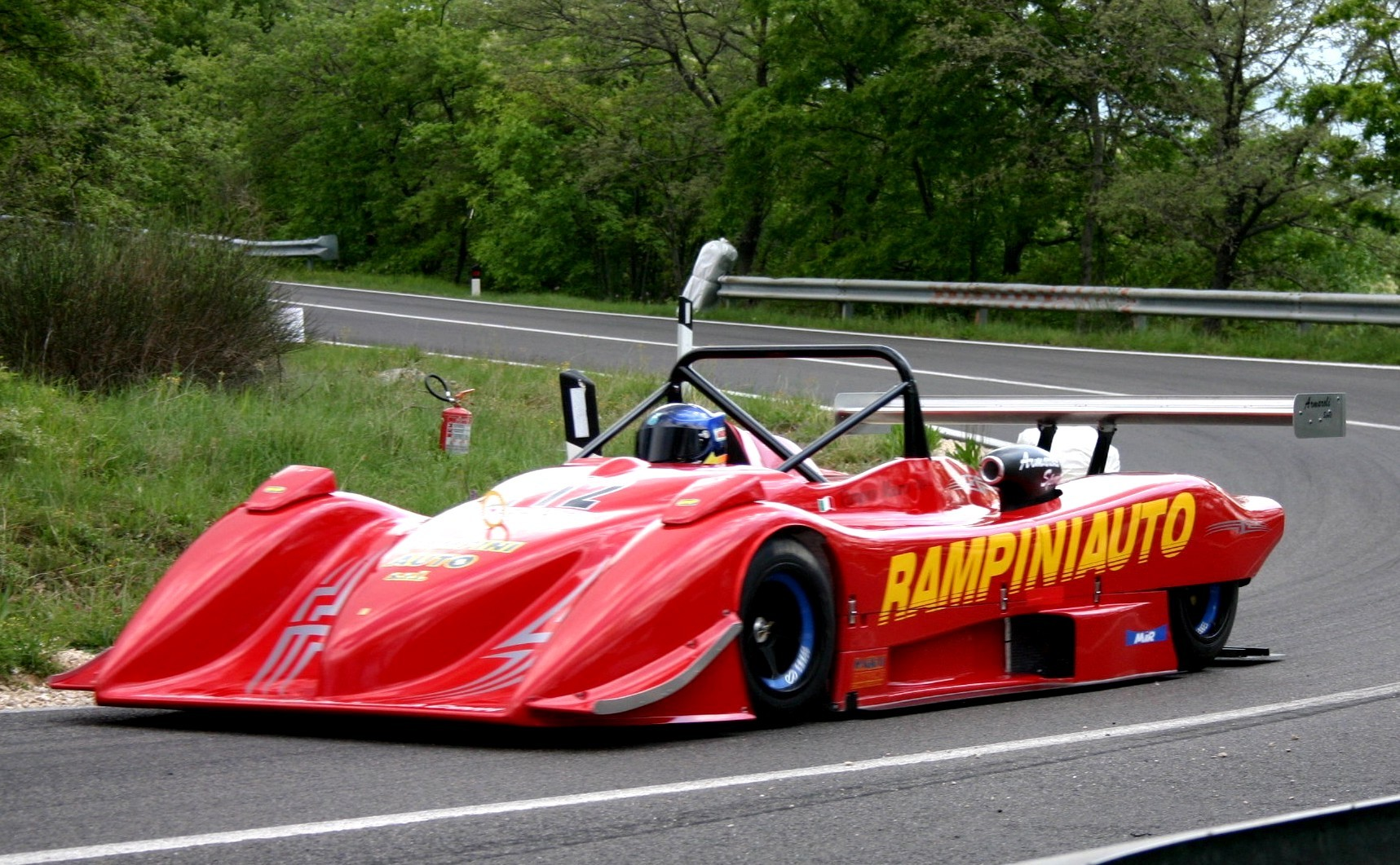
Osella Pa20/S BMW

Les gagnants sont les suivants:
| Année | Pilote                   | Voiture                     |
| ----- | ------------------------ | --------------------------- |
| 1922  | Luigi Lopez              | Itala                       |
| 1923  | Salvatore Curatolo       | Ceirano                     |
| 1924  | Giulio Pucci             | Ansaldo                     |
| 1949  | Luigi Bordonaro          | Ferrari                     |
| 1951  | Antonio Pucci            | Ferrari                     |
| 1953  | Luigi Bordonaro          | Ferrari                     |
| 1955  | Antonio Pucci            | Ferrari                     |
| 1958  | Pasquale Tacci           | Alfa Romeo Giulietta Sprint |
| 1959  | Nino Todaro              | Ferrari                     |
| 1960  | Vincenzo Riolo           | Alfa Romeo 1300             |
| 1964  | Giacomo Moioli (Noris)   | Porsche 906                 |
| 1965  | Clemente Ravetto         | Ferrari 250 GTO             |
| 1966  | Ignazio Capuano          | Porsche 906                 |
| 1967  | Stefano Alongi           | Alfa Romeo Giulietta SZ     |
| 1968  | Ferdinando Latteri       | Ferrari Dino 206/6          |
| 1969  | Mariano Spadafora        | Abarth 2000                 |
| 1970  | Eugenio Renna (Amphicar) | Abarth 2000                 |
| 1971  | Carlo Facetti            | Chevron B.19                |
| 1972  | Nino Vaccarella          | Abarth Osella               |
| 1973  | Eugenio Renna (Amphicar) | Chevron B.23                |
| 1975  | Carlo Facetti            | Lola Ferraris               |
| 1976  | Domenico Scola           | Chevron BMW                 |
| 1977  | Eugenio Renna (Amphicar) | Osella Pa 5                 |
| 1978  | Eugenio Renna (Amphicar) | Osella Lubiam               |
| 1979  | Eugenio Renna (Amphicar) | Osella Lubiam               |
| 1981  | Mauro Nesti              | Osella Pa 7                 |
| 1982  | Benny Rosolia            | Osella Pa 9                 |
| 1983  | Mauro Nesti              | Osella Pa 9                 |
| 1984  | Enrico Grimaldi          | Osella Pa 9                 |
| 1985  | Benny Rosolia            | Osella Pa 9                 |
| 1986  | Mauro Nesti              | Osella Pa 9                 |
| 1987  | Mauro Nesti              | Lucchini BMW                |
| 1988  | Giovanni Cassibba        | Osella Pa 9                 |
| 1989  | Mauro Nesti              | Osella Cebora BMW           |
| 1990  | Mauro Nesti              | Osella Cebora BMW           |
| 1991  | Mauro Nesti              | Osella Cebora BMW           |
| 1992  | Giulio Regosa            | Osella Pa 9/90              |
| 1993  | Mauro Nesti              | Lucchini BMW                |
| 1994  | Luigi Di Natali          | Ford Escort Csw             |
| 1995  | Angelo Palazzo           | Gisa Alfa Romeo             |
| 1996  | Mauro Nesti              | Lucchini BMW                |
| 1997  | Mirco Savoldi            | Lucchini BMW                |
| 1998  | Antonio Iaria            | Osella BMW Pa 20/S          |
| 1999  | Mirco Savoldi            | Lucchini BMW P198           |
| 2000  | Franco Cinelli           | Osella Pa20/S BMW           |
| 2001  | Franco Cinelli           | Osella Pa20/S BMW           |
| 2002  | Simone Faggioli          | Osella Pa20/S BMW           |
| 2003  | Giovanni Cassiba         | Osella Pa20/S BMW           |
| 2004  | Simone Faggioli          | Osella Pa20/S BMW           |
| 2005  | Denny Zardo              | Osella Pa20/S BMW           |
| 2006  | Franco Cinelli           | Osella Pa20/S BMW           |
| 2007  | Franco Cinelli           | Lola Mugen Honda            |
| 2008  | Denny Zardo              | Reynard Formula Nippon      |
| 2009  | Simone Faggioli          | Osella FA 30 Zytek          |
| 2010  | Simone Faggioli          | Osella FA 30 Zytek          |
| 2011  | Simone Faggioli          | Osella FA 30 Zytek          |
| 2012  | Simone Faggioli          | Osella FA 30 Zytek          |
| 2013  | Simone Faggioli          | Osella FA 30 Zytek          |
| 2014  | Christian Merli          | Osella PA 2000              |
| 2015  | Christian Merli          | Osella FA 30                |
| 2016  | Domenico Scola           | Osella FA 30 Zytek          |
| 2017  | Domenico Scola           | Osella FA 30 Zytek          |
| 2018  | Christian Merli          | Osella FA 30 Zytek          |
| 2019  | Simone Faggioli          | Norma M20 FC                |